# سازند تیرگان
سازند تیرگان از سازندهای زمین‌شناسی ایران در حوضه رسوبی کپه‌داغ با سن کرتاسه پیشین (بارمین - آپتین زیرین) است. این سازند از سنگ‌آهک‌های ستبر لایه تا توده‌ای ائولیتی و زیست‌آواری با میان‌لایه‌های اندکی از سنگ‌آهک مارنی، مارن و شیل آهکی تشکیل شده‌است. مرز پایینی سازند تیرگان با سازند مزدوران و مرز بالایی آن با سازند سرچشمه است. شاخص‌ترین سنگواره سازند تیرگان اوربیتولین است که بیشتر هسته اوولیت‌ها را تشکیل می‌دهد.